# Catterall
Catterall – osada i civil parish w Anglii, w Lancashire, w dystrykcie Wyre. W 2011 civil parish liczyła 2280 mieszkańców. Catterall jest wspomniana w Domesday Book (1086) jako Catrehala. Catterall było Catrehal w 1272, Katerhalle w 1277, Caterhale i Caterale w 1292.